# Яремчук Василь Степанович
Яремчук Василь Степанович (псевдо: «Мох»; нар. 1921, с. Тюдів, Косівський район, Івано-Франківська область — пом. 8 листопада 1947, Івано-Франківська область) — лицар Бронзового хреста бойової заслуги УПА.

## Життєпис

Член ОУН. Заступник коменданта боївки СБ Кутського районного проводу ОУН (?-11.1947).
Загинув у бою з військово-чекістською групою МДБ.

## Нагороди
- Згідно з Наказом військового штабу воєнної округи 4 «Говерля» ч. 3/47 від 31.08.1947 р. заступник коменданта боївки СБ Кутського районного проводу ОУН Василь Яремчук — «Мох» нагороджений Бронзовим хрестом бойової заслуги УПА.

## Вшанування пам'яті
- 23.05.2018 р. від імені Координаційної ради з вшанування пам'яті нагороджених Лицарів ОУН і УПА у м. Косів Івано-Франківської обл. Бронзовий хрест бойової заслуги УПА (№ 070) переданий Ганні Яремчук, племінниці Василя Яремчука — «Моха».